# I-42
I-42 — підводний човен Імперського флоту Японії, який брав участь у Другій світовій війні.

## Початок історії човна
Корабель належав до типу B Modified 1 (він же клас I-40), представники якого мали великі розміри (їхня надводна водотоннажність перевищувала підводний показник океанських підводних човнів США) та могли нести розвідувальний літак. Втім, човни цього типу ставали до ладу лише з 1943 року, коли застосування ними авіації стало неактуальним.

## Бойова служба
По завершенні тренувань 12 лютого 1944-го I-42 вирушив до району на північний схід від атола Трук (центральні Каролінські острови), де ще до війни була створена головна японська база в Океанії. 20 лютого човен досягнув визначеної йому зони. На той час база на Труці вже зазнала розгрому внаслідок потужної атаки американського авіаносного з'єднання 17—18 лютого. Невдовзі човен попрямував на захід та 3 березня прибув на Сайпан (Маріанські острови), звідки 4—7 березня пройшов на Трук.
15—19 березня 1944-го I-42 здійснив перехід на Палау (західні Каролінські острови), де взяв на борт вантаж та пасажирів і 23 березня вирушив до Рабаула (східне завершення острова Нова Британія в архіпелазі Бісмарка). Останній близько двох років був головною передовою базою японців, з якої проводились операції на Соломонових островах та сході Нової Гвінеї, проте з кінця лютого сам виявився заблокованим.
Американська розвідка отримала дані про похід І-42, що дозволило попередити підводний човен «Тані», який патрулював у районі Палау. Надвечір того ж 23 березня 1944-го «Тані» встановив радарний контакт з кораблем, що був після зближення ідентифікований як японський підводний човен, який рухається на поверхні. На І-42 також помітили ворога, після чого півтори години обидві субмарини маневрували, намагаючись на дати супротивнику ракурсу для торпедної атаки. Нарешті американський човен дав залп чотирма торпедами з дистанції до 2 км. На «Тані» чули два вибухи і зафіксували припинення роботи гвинтів японського корабля. І-42 загинув разом з усіма 102 особами, що перебували на борту.